# Mombrier
Mombrier é uma comuna francesa na região administrativa da Nova Aquitânia, no departamento da Gironda. Estende-se por uma área de 4,27 km². Em 2010 a comuna tinha 432 habitantes (densidade: 101,2 hab./km²).